# Jan Mark
Jan Mark (född Janet Marjorie Brisland) född 22 juni 1943 i Welwyn Garden City, död 16 januari 2006 i Oxford, var en brittisk författare, mest känd för sina ungdomsböcker. 
Mark växte upp och utbildade sig i Kent. Hon arbetade som lärare mellan åren 1965 och 1971, och blev författare på heltid 1974. Hon skrev mer än femtio romaner och pjäser samt flera noveller. Hon fick mottaga Carnegie Medal för Thunder and Lightnings (sv. Till dånet från jaktplan) (1976) och för Handles (sv. Erica blir Eroica) (1983).
Hon skrev romaner om skenbart vanliga barn i nutida miljöer, till exempel Till dånet från jaktplan, men även science fiction-romaner som utspelar sig i sina egna universum med sina egna regler, till exempel The Ennead. Hennes sista verk var ungdomsromanerna The Eclipse of the Century och Useful Idiots.
Titeln till Thunder and Lightnings, en berättelse som utspelar sig på Norfolks landsbygd, är en referens till det brittiska jaktflygplanet English Electric Lightning.